# Nationalpark Gesäuse
Der Nationalpark Gesäuse wurde 2002 gegründet und erstreckt sich im österreichischen Bundesland Steiermark über die Ortschaften Admont, Johnsbach, Weng, Hieflau, Landl und St. Gallen. Diese Ortschaften werden in den Großgemeinden Admont, Landl und St. Gallen verwaltet.

## Geographie
Das derzeit (laut GIS) 12.300 Hektar (rund 123 km²) große Gebiet befindet sich westlich des Ennsknies in der Obersteiermark. Das Planungsgebiet zu Gründungszeiten umfasste insgesamt 125 km². Über 99 % der heutigen Fläche stehen im Eigentum der Steiermärkischen Landesforste, nur geringe Anteile sind Öffentliches Wassergut, Privatbesitz oder im Besitz der ÖBB. Charakteristisch sind die steilen Gesäuseberge mit ihren markanten Felsen sowie die schluchtartige Talstrecke der Enns zwischen dem Gesäuseeingang und Hieflau. Die Seehöhe liegt zwischen 490 m bis 2369 m (Hochtor).

### Zonierung
Der Nationalpark ist in eine Naturzone und eine Bewahrungzone untergliedert.
Die Naturzone umfasst rund 75 % der Fläche und wird nach Abschluss von geplanten Managementmaßnahmen eingriffsfrei bleiben.
Die Bewahrungszone erlaubt eingeschränkte Nutzungsformen (wie z. B. extensive Almwirtschaft) und beinhaltet Infrastruktur.
Um sich dem Ziel der Eingriffsfreiheit zu nähern wurden nach umfangreichen Vorbereitungen 2018 85 % der Fläche als Biotopschutzwald (lt. §32a Forstgesetz 1975) ausgewiesen. In diesem Fall ist der Grundbesitzer von der Pflicht befreit, Maßnahmen gegen Borkenkäferbefall zwingend zu ergreifen. Während in dieser ausgewiesenen Zone keine forsthygienischen Maßnahmen mehr durchgeführt werden, erfolgt in den verbliebenen Flächen eine strikte Umsetzung solcher Maßnahmen, um angrenzende Forstbetriebe und Infrastruktur vor den Auswirkungen großflächiger Kalamitäten zu schützen.

## Naturraum
Die Lebensräume Wasser, Wald, Alm und Fels sind die prägenden Elemente im Nationalpark Gesäuse. Auf Grund ihrer besonderen Bedeutung wurden sie in das Logo des Nationalparks in Form des blauen, grünen und grauen Streifens eingearbeitet.
Der Fluss Enns bahnt sich beim Naturdenkmal Gesäuseeingang tosend den Weg durch eine Schluchtstrecke. Dahinter wird er von den Zubringern Johnsbach und Hartelsgraben sowie zahlreichen teils nur temporären Gewässern gespeist. Etwa die Hälfte der Nationalparkfläche ist von Wald bedeckt. Im Tal findet man Auwälder und Ahorn-Eschenwälder. Schneeheide-Kiefernwälder wachsen als Eiszeitrelikte an manchen Standorten. Fichten-Tannen-Buchenwälder bilden flächenmäßig einen großen Anteil, wobei viele Wälder in der Vergangenheit forstwirtschaftlich stark überprägt wurden und darin heute vor allem die Fichte dominiert. In größeren Höhenlagen mischt sich die Lärche bei. Als Besonderheit wachsen hier die östlichsten Bestände der Zirbe. Über der Waldgrenze bildet die Latsche einen geschlossenen Krummholzgürtel. Durch die hohe Reliefenergie wandern aber auch Pflanzen in den Schutt- und Lawinenrinnen talwärts, sodass eine Vielzahl alpiner Pflanzen (und Tiere) im Nationalpark Gesäuse auch talnahe gefunden werden kann.
Der Nationalpark Gesäuse zählt aufgrund seiner Topografie und Lage außerdem zu den am wenigsten von Lichtverschmutzung betroffenen Orten Mitteleuropas. Bei klaren Verhältnissen sind Sternen- und Nachthimmelbeobachtungen hier besonders gut möglich.

### Endemiten
Der Nationalpark Gesäuse gilt als Hot-Spot von Endemiten. Die Dichte der Arten mit kleinräumiger geografischer Verbreitung ist in diesem Teil der Nordöstlichen Kalkalpen besonders hoch. Die offizielle Website des Nationalparks listet 30 endemische Pflanzenarten, darunter die Zierliche (Schöne) Feder-Nelke, der Nordöstliche Alpenmohn oder die Österreichische Glockenblume. Bei den Tierarten werden 195 Endemiten genannt, darunter das Nördliche Riesenauge, ein Weberknecht, und der Steirische Dammläufer, ein Laufkäfer.

### Besonders geschützte Arten
Nachgewiesene Arten der FFH-Richtlinie sind Apollofalter, Quendel-Ameisenbläuling, Spanische Flagge, Gelbringfalter und Skabiosen-Scheckenfalter, Alpenbockkäfer, Gelbbauchunke, Koppe, Ukrainisches Bachneunauge, Mopsfledermaus, Kleine Hufeisennase und Fischotter. Bei den Pflanzen werden Gelber Frauenschuh, Grünes Gabelzahnmoos und Grünes Koboldmoos aufgezählt. Im Jahr 2022 kamen das Dreimänniges Zwerglungenmoos und das Kärtner Spatenmoos dazu.
Unter den 90 vorkommenden Brutvogelarten sind 17 Arten der Vogelschutzrichtlinie Anhang I und 24 österreichweit gefährdete Arten.

## Geschichte
- Ende des 19. Jahrhunderts kam es zur Gründung der Steiermärkischen Landesforste als Schutz vor Bodenspekulation.
- 1913 gab es erste Vorschläge zur Schaffung eines steirischen Naturschutzparks in den Niederen Tauern und gleichzeitig Pläne zur großräumigen Nutzung der Wasserkraft im Gesäuse.
- 1958 wurden durch Verordnung der Steiermärkischen Landesregierung das Gesäuse und das anschließende Ennstal bis zur Landesgrenze sowie das Wildalpener Salzatal zu den ersten Naturschutzgebieten des Landes erklärt.
- 1977 erging ein Landtagsbeschluss für die Schaffung eines Nationalparks Niedere Tauern. Verschiedene Studien und kontroverse Diskussionen folgten.
- Im Herbst 1997 entstand der Vorläufer des Verein Nationalpark Gesäuse, der sich für den Nationalpark einsetzt.
- 1998 gründete sich eine Schutzgemeinschaft Nationalpark Gesäuse, die gegen die Einrichtung eines Nationalparks eintrat.
- 2001 kam es zu mehreren Volksbefragungen, die nicht einheitlich endeten.
- Am 12. März 2002 erfolgte der Beschluss des Nationalparkgesetzes im Landtag.
- Am 1. März 2003 traten die Verordnungen, Nationalparkerklärung und Nationalparkplan in Kraft.
- Am 5. Dezember 2003 erfolgte die Internationale Anerkennung des Nationalparks Gesäuse als Schutzgebiet der Kategorie II durch die IUCN.
- 9. Februar 2006 wurde der Tourismusverband Alpenregion Nationalpark Gesäuse gegründet und November 2007 erweitert. Er umfasste bis Ende 2014 12 Gemeinden,[9] danach 5.
- Am Nationalfeiertag 26. Oktober 2023 verkündet Umweltministerin Leonore Gewessler gemeinsam mit den Landesrätinnen Ursula Lackner und Simone Schmiedtbauer die Erweiterung des Nationalparks um 113 auf 12.231 ha. Durch einen Vertrag mit der ÖBB kommen bisher weiße Flecken zum Park.[10]

## Tourismusinfrastruktur

### Tourismusverband Gesäuse
Die drei Nationalparkgemeinden kooperieren mit weiteren Gemeinden der Region im Tourismusverband Gesäuse. Im Zuge der Gemeindestrukturreform in der Steiermark wurde per 1. Jänner 2015 auch der 2006 gegründete Tourismusverband nach Steiermärkischem Tourismusgesetz 1992 (§ 4 Abs. 3) neu strukturiert.
Die Gemeinden sind (in Klammer die Ortsklasse):
- Admont (B)
- Altenmarkt bei St. Gallen (C)
- Ardning (C)
- Landl (B)
- St. Gallen (B)

### Wichtige Orte
- Sitz des Tourismusverbandes ist Admont, dort befindet sich für Besucher das Infobüro.
- Die Nationalparkverwaltung befindet sich in Weng.
- Inmitten des Nationalparks, in Gstatterboden, befindet sich der Nationalparkpavillon. Das Gebäude bietet neben der Gastronomie eine faszinierende Aussicht auf die Hochtorgruppe. Das Gebäude aus Holz, Glas und Beton ist in den Nationalparkfarben gehalten.
- Bei Johnsbach, an der Enns, findet man den Weidendom, einen aus lebenden Bäumen und Planen erstellten Weidenkirchen-Komplex, in dem man u. a. Präsentationen und Mikroskopbeobachtungen machen kann. In seiner unmittelbaren Nähe befindet sich mit dem „Begehbaren ökologischen Fußabdruck“ eine weitere Attraktion der Natur- und Umweltbildung.
- Als Themenwege sind der „Au-Erlebnispfad“ durch die Lettmair Au, der „Wilde John“ vom Weidendom nach Johnsbach, der Johnsbacher Kupferweg zwischen dem Kupferschaubergwerk in der Radmer und Johnsbach und der Luchs Trail zu nennen, der die Schutzgebiete Nationalpark Kalkalpen, Nationalpark Gesäuse und Wildnisgebiet Dürrenstein miteinander verbindet.

### Verkehrserschließung
Auf der durch den Nationalpark führenden Rudolfsbahn wird an Wochenenden Schienenpersonenverkehr angeboten. Züge verkehren zwischen den Knotenbahnhöfen Amstetten und Selzthal. Im Nationalpark selbst bestehen die Bahnhöfe Gstatterboden im Nationalpark und Johnsbach im Nationalpark.
Auf der Gesäuse Straße B 146 besteht auch Busverkehr.